# Les Petites-Armoises
Les Petites-Armoises är en kommun i departementet Ardennes i regionen Grand Est (tidigare regionen Champagne-Ardenne) i nordöstra Frankrike. Kommunen ligger  i kantonen Le Chesne som ligger i arrondissementet Vouziers. År 2022 hade Les Petites-Armoises 59 invånare.

## Befolkningsutveckling
Antalet invånare i kommunen Les Petites-Armoises
Referens: INSEE